# Oxidação negra

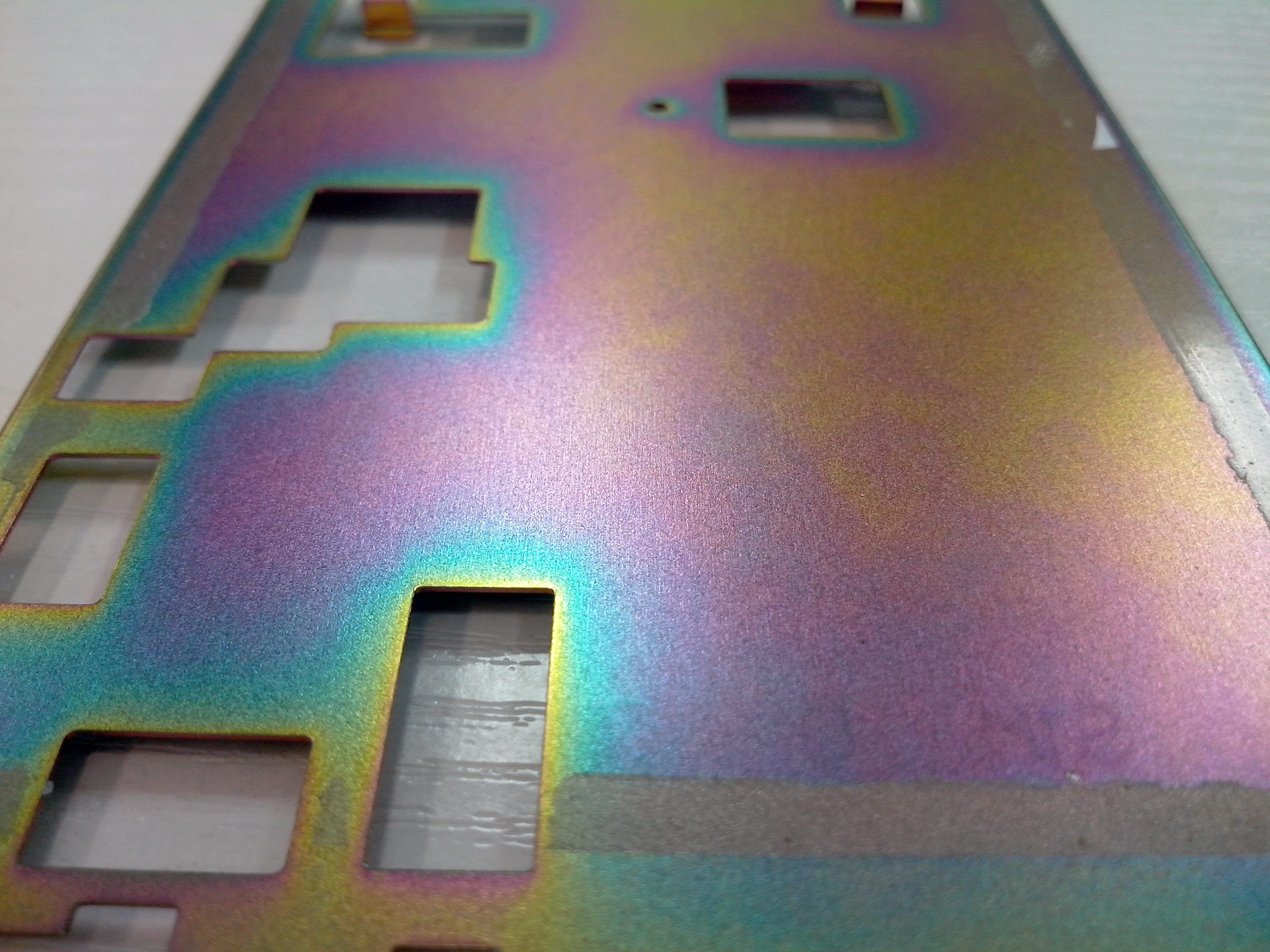
Chapa de aço tratada com oxidação negra

A oxidação negra  é um processo de revestimento por passivação para materiais ferrosos, cobre e ligas de cobre, zinco, metais sintetizados e solda prata. Ele é usado para evitar corrosão, em situações não tão exigentes e para a melhorar o aspecto visual.
É bastante usual impregnar a camada de óxido com óleo, cera ou verniz, para melhorar a resistência à corrosão. As grandes vantagens desse tipo de revestimento é a pequena espessura de camada e o baixo custo.

## Aço azulado

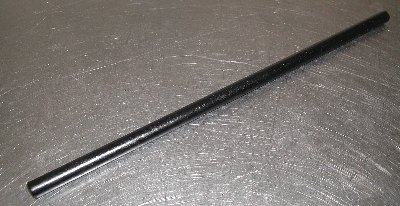
Uma barra de "aço azulado".

Nos materiais ferrosos (aços de baixa liga em geral), o óxido criado é o Fe3O4 (magnetita), que é resultado de uma reação química de oxidação do produto do banho com o ferro da superfície da peça, formando o óxido. Essa camada impede a formação do óxido vermelho Fe2O3 (ferrugem). A oxidação negra usualmente é feita através de banhos químicos, e ácidos ou alcalinos. Existem algumas especificações para a oxidação negra, dentre as quais se destaca a MIL-DTL-13924, que abrange quatro classes de processos para diferentes substratos.
O "azulamento" do aço, também pode ser obtido por métodos tradicionais em fornos, por exemplo, ferreiros especializados em espadas tradicionais.

### Fato correlato
Historicamente, lâminas de barbear eram muitas vezes tratadas no processo de "aço azulado". A propriedade de resistência não linear das lâminas tratadas dessa maneira, prenunciou a mesma propriedade que seria descoberta mais tarde em junções semicondutoras de diodos. A grande disponibilidade desse tipo de lâmina permitiu o seu uso como detector em rádios AM de galena, construídos por soldados, durante a Segunda Guerra Mundial.

## Cobre
Óxido preto para o cobre, também conhecido pelo nome comercial "Ebonol C", converte a superfície de cobre de óxido cúprico. 

## Zinco
Óxido preto para o zinco é conhecido pelo nome comercial Ebonol Z.